# Papa Agapet al II-lea
Papa Agapet al II-lea (n. secolul al IX-lea d.Hr., Roma, Statele Papale – d. decembrie 955 d.Hr., Roma, Statele Papale) a fost  Papă al Romei în perioada 10 mai 946 - 8 noiembrie 955. Numele lui înseamnă "cel iubit" (greacă). Și pontificatul lui cădea în epoca fiului Maroziei, Alberic al II-lea (acesta conducea republica independentă Roma sub titlul "principe și senator al romanilor" și îl numea și pe Agapet papă).
Era un bărbat cu un caracter puternic, încercând cu disperare să  oprească declinul papalității, așa-zisa pornocrație (din greacă "porneia" - domnia curvelor) care a durat din 904 până la înlocuirea lui Ioan al XII-lea în 963. Rugămintea lui adresată lui Otto cel Mare să intervină la Roma a rămas fără ecou, căci poziția lui Alberic era încă prea puternică ca să-l atace. Abia după moartea acestuia a început să se miște tabăra imperială.